# Robert Tonyan
Robert Joseph Tonyan Jr. (McHenry, 30 aprile 1994) è un giocatore di football americano statunitense che milita nel ruolo di tight end per i Minnesota Vikings della National Football League (NFL).

## Carriera

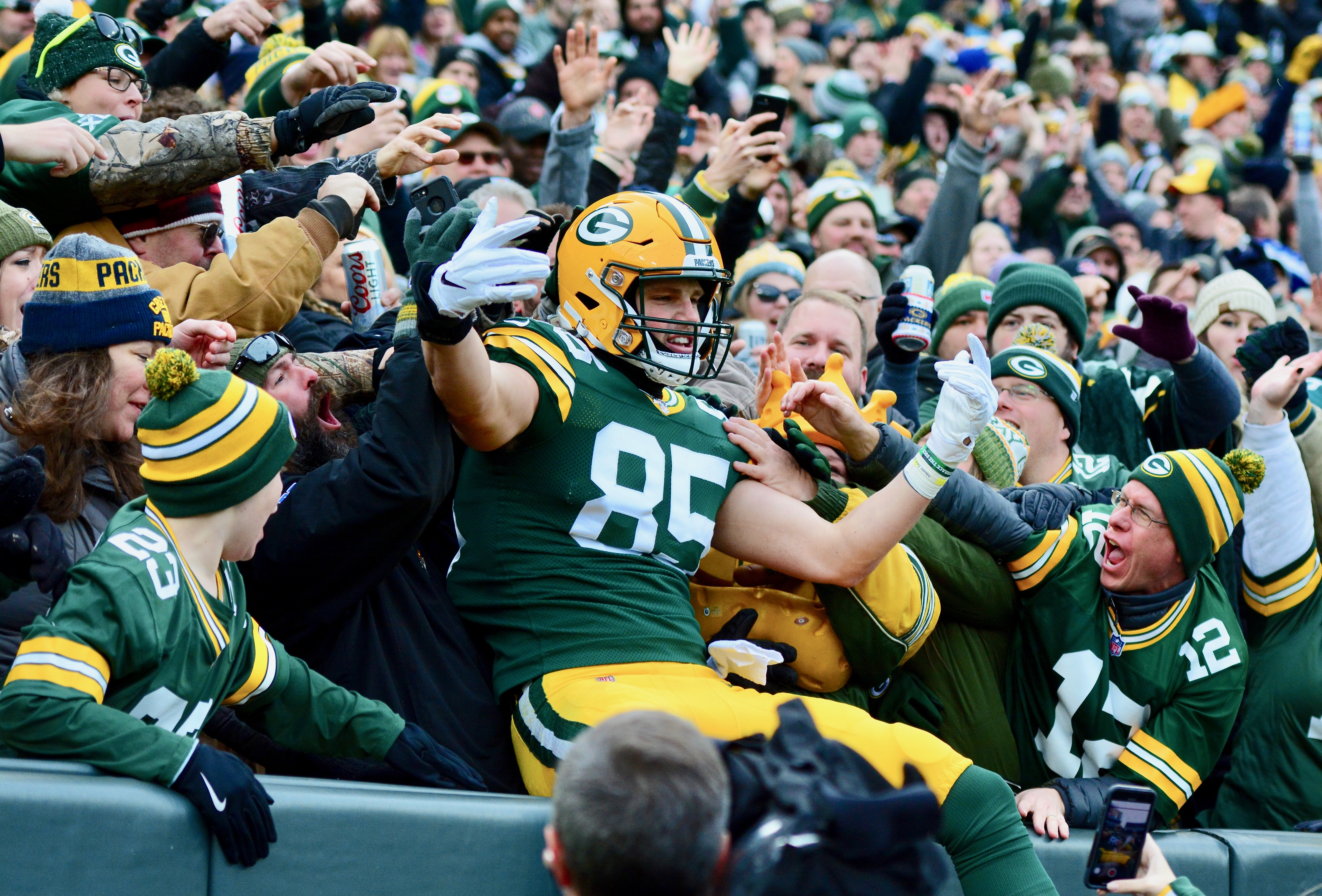
Tonyan nel 2019 contro Washington

Dopo non essere stato scelto nel Draft NFL 2017, il 12 maggio Tonyan firmò con i Detroit Lions un contratto triennale del valore di 1,66 milioni di dollari. Divenne così il decimo giocatore da Indiana State a raggiungere la NFL. Fu svincolato prima dell'inizio della stagione, firmando con la squadra di allenamento dei Green Bay Packers per le ultime quattro gare della stagione. In seguito firmò nuovamente per la stagione 2018. Disputò nove gare quell'anno e segnò il suo primo touchdown su un passaggio da 54 yard di Aaron Rodgers contro i Seattle Seahawks nella settimana 11. Nel 2018 totalizzò 4 ricezioni per 77 yard e una marcatura.
Nel 2019 Tonyan rifirmò con i Packers. L'8 dicembre 2019 segnò un touchown da 12 yard nella vittoria per 20–15 sui Washington Redskins. La sua annata si chiuse con 10 ricezioni per 100 yard.
Il 24 aprile 2020 Tonyan firmò per un altro anno con i Packers. Il 20 settembre segnò un touchdown da 11 yard nella vittoria sui Lions nella settimana. Il 5 ottobre segnò un record in carriera di tre touchdown nella vittoria sugli Atlanta Falcons per 30-16. La sua annata si chiuse al quinto posto della NFL con 11 touchdown su ricezione. Andò a segno anche nella finale della NFC ma i Packers furono eliminati dai Tampa Bay Buccaneers a un passo dal Super Bowl.
Il 16 marzo 2023 Tonyan firmó con i Chicago Bears.  
Il 16 maggio 2024 Tonyan firmò con i Minnesota Vikings.